# Crozes-Hermitage (wijn)

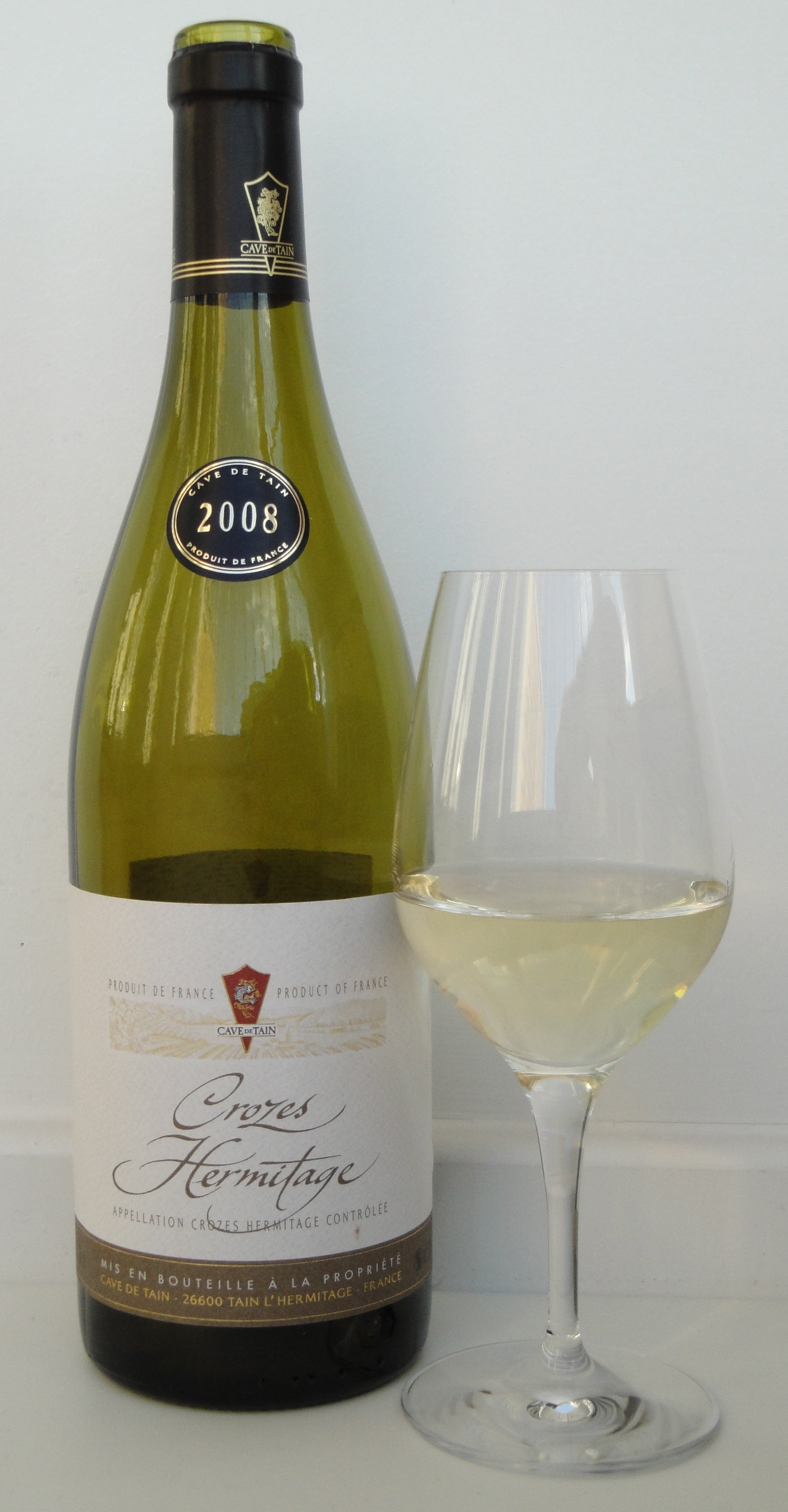

Crozes-Hermitage is een Franse wijn uit de Noordelijke Rhône. 

## Kwaliteitsaanduiding
Crozes-Hermitage heeft sinds 1937 een AOC-status. Het is de grootste AOC in de Noordelijke-Rhône. 

## Variëteiten
Binnen deze AOC wordt voornamelijk rode wijn (91%) gemaakt, maar ook witte wijn (9%) is toegestaan.

## Toegestane druivensoorten
- Rood: Syrah, waaraan tot 15% de witte druiven Roussanne en Marsanne mogen worden toegevoegd.
- Wit: Roussanne en Marsanne

## Gebied
Het gebied omvat 11 gemeenten in de Drôme op de linkeroever van de Rhône. Het ligt 20 km ten noorden van Valence en 3 km ten noorden van Tain-l'Hermitage.

## Terroir
- Bodem: In het zuiden is de bodem samengesteld uit een dikke lagen van keien uit verschillende ijstijden, gemengd met rode klei. Het is een relatief vlak landschap van plateaus of terrassen. In het noordoosten liggen terroirs waar de hellingen vrij steil zijn. Larnage en Crozes-Hermitage hebben rotsachtige terrassen bedekt met löss of kaolienhoudende wit zand. De gebieden naar het noorden hebben bodems van graniet bedekt met löss.
- Klimaat: De wind is een belangrijk factor in dit gebied. Vanuit het noorden brengt het een gematigde temperatuur voort die droog aanvoelt en vanuit het zuiden geeft het een bijna ondraaglijke warmte.

## Opbrengst en productie
- Areaal is 1514 ha.
- Opbrengst is gemiddeld 46 hl/ha.
- Productie bedraagt 69.961 hl waarvan 35% geëxporteerd wordt.